# دومین خاویر
دومین خاویر (به انگلیسی: Domaine Javier) (زاده ۲۹ آوریل ۱۹۹۲) بازیگر آمریکایی است.
او یک زن ترنس است.